# Bruce Buffer
Bruce Buffer (ur. 21 maja 1957 w Tulsie) – amerykański konferansjer mieszanych sztuk walk organizacji Ultimate Fighting Championship. Jest przyrodnim bratem konferansjera bokserskiego Michaela Buffera.

## Życiorys
Urodził się w Tulsie. Jego matka, Connie pochodziła z Włoch. W wieku trzynastu lat, zaczął trenować judo, uzyskując stopień zielonego pasa. Mając piętnaście lat, przeniósł się do Malibu, gdzie poznał dwóch uczniów Chucka Norrisa, którzy pokazali mu nową sztukę walki, jaką było tangsudo, w której obecnie posiada czarny pas (II dan). Trenował również kick-boxing, lecz po kilku wstrząśnieniach mózgu postanowił zakończyć uprawianie tej dyscypliny.
W 1996, zadebiutował w organizacji MMA Ultimate Fighting Championship (UFC) jako konferansjer, w której pracuje do dziś. Jest znany dzięki energicznym zapowiedziom w oktagonie oraz zwrotowi "It's Time!" ("Już czas!"). Jest zapalonym pokerzystą.
11 kwietnia 2015, miał okazję prowadzić pierwszą galę UFC w Polsce.

## Filmografia
- 1999 – Kumpel do bicia, jako konferansjer
- 2012 – Mocne uderzenie, jako on sam